# Crioceris
Crioceris is een geslacht van kevers uit de familie bladkevers (Chrysomelidae).
De wetenschappelijke naam van het geslacht werd in 1764 gepubliceerd door Muller. De typesoort is Chrysomela asparagi Linnaeus, 1758.

## Soorten
- Crioceris afghana Medvedev, 1978
- Crioceris asparagi (Linnaeus, 1758)
- Crioceris bicruciata Sahlberg, 1823
- Crioceris duodecimpunctata Linnaeus, 1758
- Crioceris macilenta Weise, 1880
- Crioceris paracenthesis Linnaeus, 1767
- Crioceris quatuordecimpunctata Scopoli, 1763
- Crioceris quinquepunctata Scopoli, 1763